# Campeonato Venezuelano de Futebol de 2017
O Campeonato Venezuelano de Futebol de 2017 ou Primera División de Venezuela 2017, é a 61ª edição da primeira divisão venezuelana de futebol. É organizado pela Federación Venezolana de Fútbol em cooperação com a Asociación de Clubes del Fútbol Venezolano (ACFV).
O campeonato começou no dia 28 de janeiro e terminou no dia 17 de dezembro de 2017, com o título do Monagas. Contou com 18 equipes participantes jogando entre si em jogos de ida e volta em grupo único. É dividido em dois torneios: Torneio Apertura e Torneio Clausura onde, o campeão dos dois turnos jogam uma final em dois jogos pra decidir o campeão da temporada. As equipes rebaixadas teriam seus descensos de acordo com a sua pontuação na classificação geral na temporada 2017.

## Formato
A Primera División de Venezuela 2017 é dividido em dois torneios: Apertura (começo do ano) e Clausura (metade do ano). Diferente de outras edições, terá duração do ano todo. Os 8 clubes que mais pontuarem, jogaram a próxima fase, que é jogado em dois jogos; ida e volta. O campeão de cada torneio se classificam para a decisão do nacional.

### Classificação para competições continentais da CONMEBOL
Com o novo formato da CONMEBOL em 2017, houve o aumento nas vagas para os clubes da América do Sul nas principais competições: CONMEBOL Libertadores e CONMEBOL Sul-americana (nomes oficiais), almentando a vaga nas competições oficiais. Assim, fica dessa forma o número de participantes da Venezuela nessas competições:
- CONMEBOL Libertadores

| Vagas | Forma de Classificação                                                                |
| ----- | ------------------------------------------------------------------------------------- |
| 4     | Campeão e vice-campeão do Campeonato Venezuelano (2) Pontuação geral na temporada (2) |

- CONMEBOL Sul-americana

| Vagas | Forma de Classificação |
| ----- | --- |
| 4     | - Vice-campeão da Copa Venezuela (1) - Vice-campeão do Torneio Clausura do Campeonato Venezuelano (1) - Dois melhores colocados do Campeonato Venezuelano não classificados à Copa Libertadores (2) |

Para 2018, essa forma de classificação possivelmente mudara com o provavel retorna das equipes do México, mas também possivelmente não sofrera mudanças na classificação.

## Equipes participantes
| Equipe                | Cidade         | Éstadio                               | Capacidade |
| --------------------- | -------------- | ------------------------------------- | ---------- |
| Aragua                | Maracay        | Estadio Olímpico Hermanos Ghersi Páez | 14,000     |
| Atlético Socopó       | Socopó         | Rogelio Matos                         | 7,500      |
| Atlético Venezuela    | Caracas        | Brígido Iriarte                       | 10,000     |
| Carabobo              | Valencia       | Misael Delgado                        | 10,400     |
| Caracas               | Caracas        | Olímpico de la UCV                    | 23,940     |
| Deportivo Anzoátegui  | Puerto La Cruz | José Antonio Anzoátegui               | 37,485     |
| Deportivo JBL         | Maracaibo      | José "Pachencho" Romero               | 40,800     |
| Deportivo La Guaira   | Caracas        | Olímpico de la UCV                    | 23,940     |
| Deportivo Lara        | Cabudare       | Metropolitano de Cabudare             | 47,913     |
| Deportivo Táchira     | San Cristóbal  | Polideportivo de Pueblo Nuevo         | 38,755     |
| Estudiantes de Mérida | Mérida         | Metropolitano de Mérida               | 42,200     |
| Metropolitanos        | Caracas        | Brígido Iriarte                       | 10,000     |
| Mineros de Guayana    | Ciudad Guayana | Polideportivo Cachamay                | 41,600     |
| Monagas               | Maturín        | Monumental de Maturín                 | 51,796     |
| Portuguesa            | Acarigua       | General José Antonio Páez             | 18,000     |
| Trujillanosa          | Valera         | José Alberto Pérez                    | 25,000     |
| Zamora                | Barinas        | Agustín Tovar                         | 29,800     |
| Zulia                 | Maracaibo      | José "Pachencho" Romero               | 40,800     |

## Apertura
O Torneio Apertura teve inicio no dia 28 de janeiro e terminou no dia 21 de maio de 2017

### Classificação do Apertura
| Pos | Equipe                | Pts | J  | V  | E  | D  | GP | GC | SG  | Classificado                      |
| --- | --------------------- | --- | -- | -- | -- | -- | -- | -- | --- | --------------------------------- |
| 1   | Deportivo Táchira     | 36  | 17 | 10 | 6  | 1  | 30 | 15 | +15 | Classificados Para a Próxima Fase |
| 2   | Carabobo              | 35  | 17 | 10 | 5  | 2  | 36 | 12 | +24 | Classificados Para a Próxima Fase |
| 3   | Zamora                | 30  | 17 | 8  | 6  | 3  | 26 | 14 | +12 | Classificados Para a Próxima Fase |
| 4   | Deportivo Anzoátegui  | 28  | 17 | 7  | 7  | 3  | 23 | 13 | +10 | Classificados Para a Próxima Fase |
| 5   | Caracas               | 28  | 17 | 7  | 7  | 3  | 27 | 19 | +8  | Classificados Para a Próxima Fase |
| 6   | Monagas               | 26  | 17 | 6  | 8  | 3  | 27 | 19 | +8  | Classificados Para a Próxima Fase |
| 7   | Aragua                | 25  | 17 | 6  | 7  | 4  | 22 | 18 | +4  | Classificados Para a Próxima Fase |
| 8   | Deportivo La Guaira   | 23  | 17 | 6  | 5  | 6  | 23 | 17 | +6  | Classificados Para a Próxima Fase |
| 9   | Zulia                 | 23  | 17 | 7  | 2  | 8  | 28 | 35 | −7  |                                   |
| 10  | Mineros               | 22  | 17 | 6  | 4  | 7  | 30 | 36 | −6  |                                   |
| 11  | Atlético Venezuela    | 21  | 17 | 6  | 3  | 8  | 22 | 27 | −5  |                                   |
| 12  | Deportivo Lara        | 19  | 17 | 5  | 4  | 8  | 22 | 24 | −2  |                                   |
| 13  | Trujillanos           | 19  | 17 | 4  | 7  | 6  | 17 | 21 | −4  |                                   |
| 14  | Estudiantes de Mérida | 18  | 17 | 4  | 6  | 7  | 16 | 21 | −5  |                                   |
| 15  | Portuguesa            | 16  | 17 | 2  | 10 | 5  | 13 | 27 | −14 |                                   |
| 16  | Metropolitanos        | 15  | 17 | 4  | 3  | 10 | 14 | 32 | −18 |                                   |
| 17  | Deportivo JBL         | 14  | 17 | 4  | 2  | 11 | 17 | 31 | −14 |                                   |
| 18  | Atlético Socopó       | 13  | 17 | 3  | 4  | 10 | 15 | 27 | −12 |                                   |

### Fase final do Apertura
Em Negrito os times classificados.
|  | Quartas-de-final =       | Quartas-de-final =       | Quartas-de-final =       | Quartas-de-final =       |       |               | Semifinais =     | Semifinais =     | Semifinais =     | Semifinais =     |  |         | Final =                  | Final =                  | Final =                  | Final =                  |  |  |
|  | 25 de maio a 12 de junho | 25 de maio a 12 de junho | 25 de maio a 12 de junho | 25 de maio a 12 de junho |       |               | 17 e 21 de junho | 17 e 21 de junho | 17 e 21 de junho | 17 e 21 de junho |  |         | 25 de junho e 7 de julho | 25 de junho e 7 de julho | 25 de junho e 7 de julho | 25 de junho e 7 de julho |  |  |
|  |                          |                          |                          |                          |       |               |                  |                  |                  |                  |  |         |                          |                          |                          |                          |  |  |
|  | Deportivo Anzoátegui     | 0                        | 0                        | 0                        |       |               |                  |                  |                  |                  |  |         |                          |                          |                          |                          |  |  |
|  | Caracas                  | 1                        | 0                        | 1                        |       |               |                  |                  |                  |                  |  |         |                          |                          |                          |                          |  |  |
|  | Caracas                  | 1                        | 0                        | 1                        |       | Caracas (pen) | 2                | 1                | 3 (4)            |                  |  |         |                          |                          |                          |                          |  |  |
|  |                          |                          |                          |                          |       | Caracas (pen) | 2                | 1                | 3 (4)            |                  |  |         |                          |                          |                          |                          |  |  |
|  |                          | Deportivo La Guaira      | 1                        | 2                        | 3 (3) |               |                  |                  |                  |                  |  |         |                          |                          |                          |                          |  |  |
|  | Deportivo Táchira        | Deportivo La Guaira      | 1                        | 2                        | 3 (3) | 2             | 2                | 4                |                  |                  |  |         |                          |                          |                          |                          |  |  |
|  | Deportivo Táchira        |                          |                          |                          |       | 2             | 2                | 4                |                  |                  |  |         |                          |                          |                          |                          |  |  |
|  | Deportivo La Guaira      | 3                        | 2                        | 5                        |       |               |                  |                  |                  |                  |  |         |                          |                          |                          |                          |  |  |
|  | Deportivo La Guaira      | 3                        | 2                        | 5                        |       |               |                  |                  |                  |                  |  | Caracas | 0                        | 2                        | 2                        |                          |  |  |
|  |                          |                          |                          |                          |       |               |                  |                  |                  |                  |  | Caracas | 0                        | 2                        | 2                        |                          |  |  |
|  |                          | Monagas *                | 1                        | 1                        | 2     |               |                  |                  |                  |                  |  |         |                          |                          |                          |                          |  |  |
|  | Carabobo                 | Monagas *                | 1                        | 1                        | 2     | 0             | 2                | 2                |                  |                  |  |         |                          |                          |                          |                          |  |  |
|  | Carabobo                 |                          |                          |                          |       | 0             | 2                | 2                |                  |                  |  |         |                          |                          |                          |                          |  |  |
|  | Aragua                   | 1                        | 0                        | 1                        |       |               |                  |                  |                  |                  |  |         |                          |                          |                          |                          |  |  |
|  | Aragua                   | 1                        | 0                        | 1                        |       | Carabobo      | 0                | 1                | 1                |                  |  |         |                          |                          |                          |                          |  |  |
|  |                          |                          |                          |                          |       | Carabobo      | 0                | 1                | 1                |                  |  |         |                          |                          |                          |                          |  |  |
|  |                          | Monagas *                | 0                        | 1                        | 1     |               |                  |                  |                  |                  |  |         |                          |                          |                          |                          |  |  |
|  | Zamora                   | Monagas *                | 0                        | 1                        | 1     | 1             | 1                | 2                |                  |                  |  |         |                          |                          |                          |                          |  |  |
|  | Zamora                   |                          |                          |                          |       | 1             | 1                | 2                |                  |                  |  |         |                          |                          |                          |                          |  |  |
|  | Monagas                  | 3                        | 3                        | 6                        |       |               |                  |                  |                  |                  |  |         |                          |                          |                          |                          |  |  |

## Clausura
O Torneio Clausura teve inicio no dia 15 de julho de 2017.

### Classificação do Clausura
| Pos | Equipe                | Pts | J  | V  | E | D | GP | GC | SG  | Classificado                      |
| --- | --------------------- | --- | -- | -- | - | - | -- | -- | --- | --------------------------------- |
| 1   | Deportivo Lara        | 36  | 17 | 10 | 6 | 1 | 25 | 11 | +14 | Classificados Para a Próxima Fase |
| 2   | Mineros               | 34  | 17 | 10 | 4 | 3 | 28 | 12 | +16 | Classificados Para a Próxima Fase |
| 3   | Carabobo              | 31  | 17 | 9  | 4 | 4 | 28 | 13 | +15 | Classificados Para a Próxima Fase |
| 4   | Estudiantes de Mérida | 28  | 17 | 7  | 7 | 3 | 21 | 18 | +3  | Classificados Para a Próxima Fase |
| 5   | Monagas               | 27  | 17 | 8  | 3 | 6 | 23 | 20 | +3  | Classificados Para a Próxima Fase |
| 6   | Caracas               | 25  | 17 | 8  | 1 | 8 | 21 | 20 | +1  | Classificados Para a Próxima Fase |
| 7   | Deportivo La Guaira   | 24  | 17 | 7  | 3 | 7 | 24 | 22 | +2  | Classificados Para a Próxima Fase |
| 8   | Zamora                | 24  | 17 | 6  | 6 | 5 | 21 | 21 | 0   | Classificados Para a Próxima Fase |
| 9   | Metropolitanos        | 23  | 17 | 5  | 8 | 4 | 16 | 15 | +1  |                                   |
| 10  | Deportivo Táchira     | 23  | 17 | 6  | 5 | 6 | 18 | 18 | 0   |                                   |
| 11  | Portuguesa            | 22  | 17 | 6  | 4 | 7 | 22 | 19 | +3  |                                   |
| 12  | Zulia                 | 21  | 17 | 6  | 3 | 8 | 19 | 21 | −2  |                                   |
| 13  | Deportivo JBL         | 21  | 17 | 6  | 3 | 8 | 17 | 23 | −6  |                                   |
| 14  | Trujillanos           | 21  | 17 | 6  | 3 | 8 | 16 | 24 | −8  |                                   |
| 15  | Atlético Venezuela    | 15  | 17 | 3  | 6 | 8 | 17 | 25 | −8  |                                   |
| 16  | Atlético Socopó       | 14  | 17 | 3  | 5 | 9 | 13 | 25 | −12 |                                   |
| 17  | Aragua                | 14  | 17 | 3  | 5 | 9 | 12 | 24 | −12 |                                   |
| 18  | Deportivo Anzoátegui  | 11  | 17 | 2  | 8 | 7 | 12 | 22 | −10 |                                   |

### Fase final do Clausura
|  | Quartas-de-final      | Quartas-de-final | Quartas-de-final | Quartas-de-final |       |                    | Semifinais | Semifinais | Semifinais | Semifinais |  |                    | Final | Final | Final | Final |  |  |
|  |                       |                  |                  |                  |       |                    |            |            |            |            |  |                    |       |       |       |       |  |  |
|  |                       |                  |                  |                  |       |                    |            |            |            |            |  |                    |       |       |       |       |  |  |
|  | Deportivo La Guaira   | 1                | 1                | 2                |       |                    |            |            |            |            |  |                    |       |       |       |       |  |  |
|  | Mineros de Guayana    | 1                | 2                | 3                |       |                    |            |            |            |            |  |                    |       |       |       |       |  |  |
|  | Mineros de Guayana    | 1                | 2                | 3                |       | Mineros de Guayana | 0          | 1          | 1          |            |  |                    |       |       |       |       |  |  |
|  |                       |                  |                  |                  |       | Mineros de Guayana | 0          | 1          | 1          |            |  |                    |       |       |       |       |  |  |
|  |                       | Carabobo         | 0                | 0                | 0     |                    |            |            |            |            |  |                    |       |       |       |       |  |  |
|  | Caracas               | Carabobo         | 0                | 0                | 0     | 0                  | 0          | 0          |            |            |  |                    |       |       |       |       |  |  |
|  | Caracas               |                  |                  |                  |       | 0                  | 0          | 0          |            |            |  |                    |       |       |       |       |  |  |
|  | Carabobo              | 1                | 2                | 3                |       |                    |            |            |            |            |  |                    |       |       |       |       |  |  |
|  | Carabobo              | 1                | 2                | 3                |       |                    |            |            |            |            |  | Mineros de Guayana | 1     | 0     | 1 (3) |       |  |  |
|  |                       |                  |                  |                  |       |                    |            |            |            |            |  | Mineros de Guayana | 1     | 0     | 1 (3) |       |  |  |
|  |                       | Deportivo Lara   | 0                | 1                | 1 (4) |                    |            |            |            |            |  |                    |       |       |       |       |  |  |
|  | Monagas               | Deportivo Lara   | 0                | 1                | 1 (4) | 1                  | 1          | 2          |            |            |  |                    |       |       |       |       |  |  |
|  | Monagas               |                  |                  |                  |       | 1                  | 1          | 2          |            |            |  |                    |       |       |       |       |  |  |
|  | Estudiantes de Mérida | 1                | 0                | 1                |       |                    |            |            |            |            |  |                    |       |       |       |       |  |  |
|  | Estudiantes de Mérida | 1                | 0                | 1                |       | Monagas            | 1          | 0          | 1          |            |  |                    |       |       |       |       |  |  |
|  |                       |                  |                  |                  |       | Monagas            | 1          | 0          | 1          |            |  |                    |       |       |       |       |  |  |
|  |                       | Deportivo Lara   | 0                | 3                | 3     |                    |            |            |            |            |  |                    |       |       |       |       |  |  |
|  | Zamora                | Deportivo Lara   | 0                | 3                | 3     | 1                  | 2          | 3          |            |            |  |                    |       |       |       |       |  |  |
|  | Zamora                |                  |                  |                  |       | 1                  | 2          | 3          |            |            |  |                    |       |       |       |       |  |  |
|  | Deportivo Lara        | 1                | 6                | 7                |       |                    |            |            |            |            |  |                    |       |       |       |       |  |  |

## Fase final
A final da Primera División de Venezuela 2017 será realizado em dois jogos de ida e volta com o segundo jogo realizado no dia 17 de dezembro de 2017. O campeão e vice, se classificam para a fase de grupos da CONMEBOL Libertadores  de 2018.

### Final
Jogo de ida
| 13 de dezembro | Monagas | 0 – 1 | Deportivo Lara |  |
| 21:00 (UTC−4)  |         |       | Quijada 35'    |  |

Jogo de volta
| 17 de dezembro | Deportivo Lara | 0 – 2 | Monagas                   |  |
| 17:00 (UTC−4)  |                |       | Blondell 26' · Flores 82' |  |

## Premiação
| Campeonato Venezuelano de Futebol de 2017 Primera División de Venezuela 2017 |
| Venezuela                                                                    |
| ---------------------------------------------------------------------------- |
| Monagas Campeão (1º título)                                                  |

## Estatísticas

### Artilharia
Atualizado 8 de outubro de 2017
| Pos | Jogador          | Equipe            | Gols |
| --- | ---------------- | ----------------- | ---- |
| 1   | Anthony Blondell | Monagas           | 19   |
| 2   | Tommy Tobar      | Carabobo          | 16   |
| 3   | Víctor Aquino    | Deportivo Táchira | 15   |
| 4   | Gustavo Britos   | Metropolitanos    | 14   |